# Berend Tobia Boeyinga

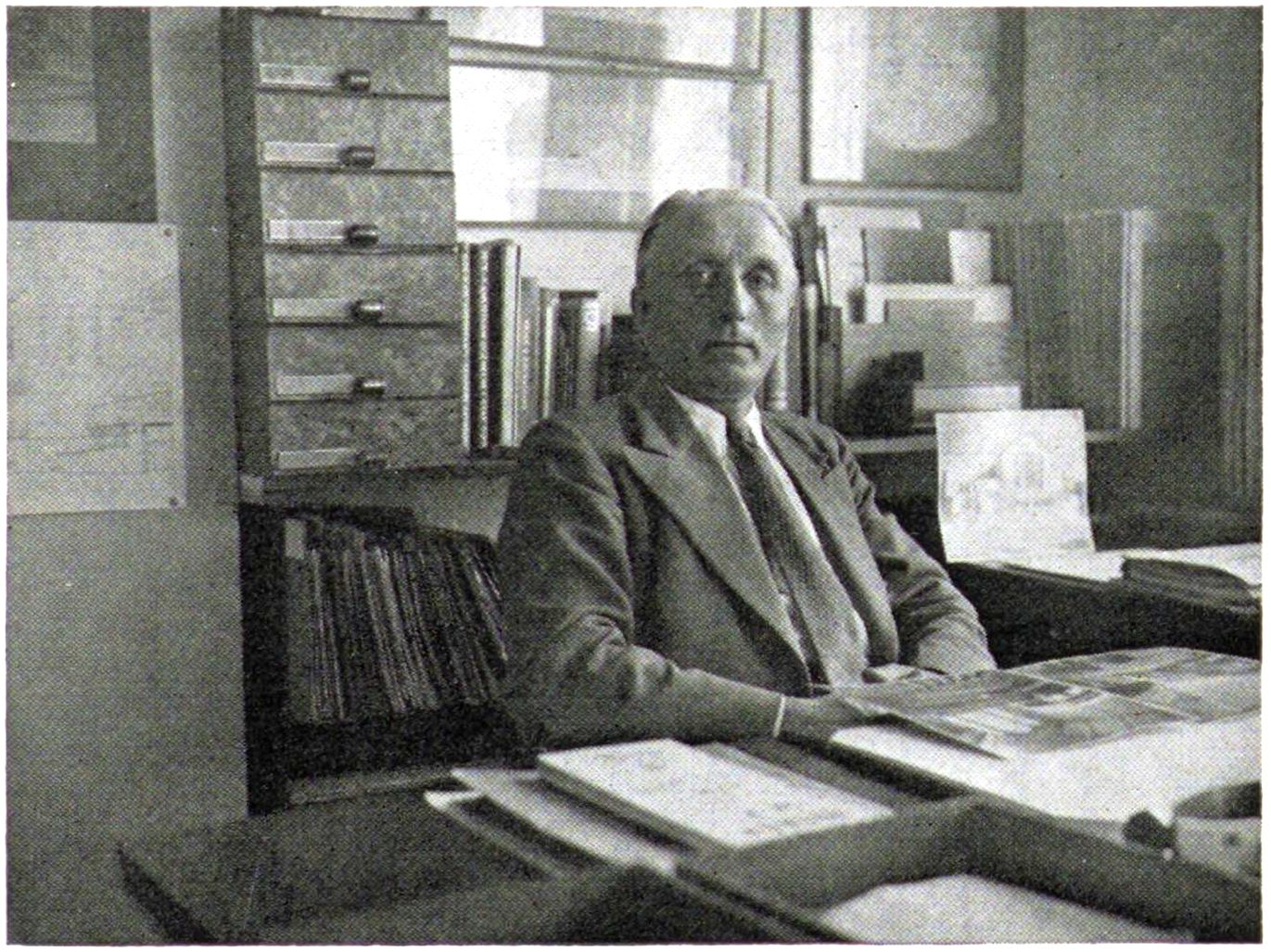
Berend Tobia Boeyinga

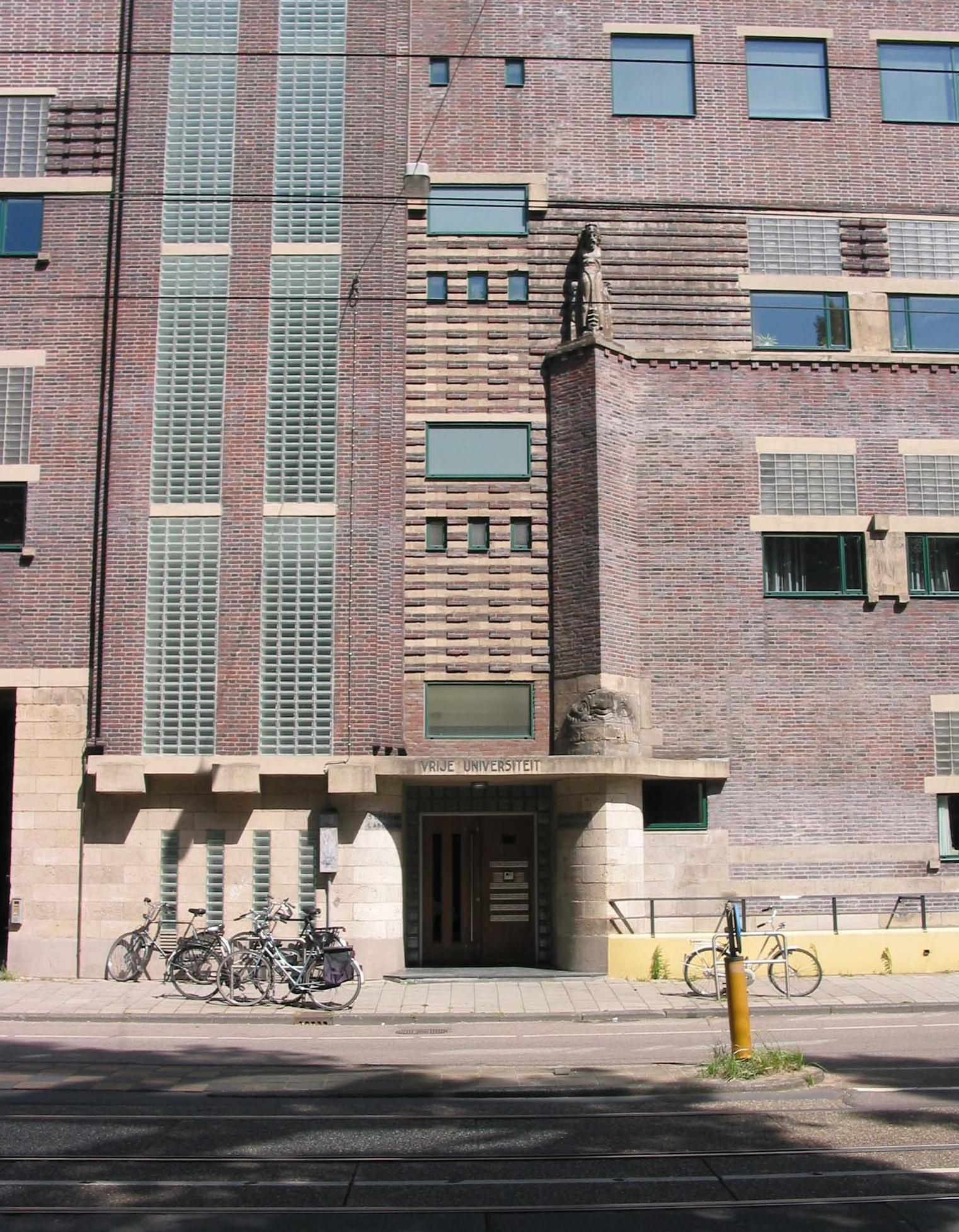
Voormalige Faculteit der Wis- en Natuurkunde van de Vrije Universiteit, De Lairessestraat, Amsterdam.

Berend Tobia Boeyinga  (Noord-Scharwoude, 27 maart 1886 - Amsterdam, 6 november 1969) was een Nederlands architect die vooral van belang is vanwege zijn gereformeerde kerkgebouwen.

## Biografie
Als zovele architecten begon Boeyinga - zoon van een gereformeerde predikant - zijn opleiding in de praktijk, eerst als timmerman, later als tekenaar en opzichter. Hij was twee jaar verbonden aan het bureau van Eduard Cuypers, dat door de langdurige aanwezigheid van architecten als Johan Melchior van der Mey, Pieter Kramer en Michel de Klerk als de kraamkamer van de Amsterdamse School geldt. Bij de laatste zou Boeyinga tussen 1917 en 1921, als aankomend architect, de bouw van diens befaamde woningblokken aan het Spaarndammerplantsoen begeleiden.
Na de voltooiing van zijn studie met een groots ontwerp voor een regeringszetel in Amsterdam, vroeg de directeur van de Gemeentelijke Woningdienst, Ir. Arie Keppler, hem om het ontwerp en de bouw van de tuindorpen in Amsterdam-Noord op zich te nemen, waaronder bijvoorbeeld Vogeldorp. In die periode kwamen de tuindorpen Oostzaan en Nieuwendam gereed. Deze projecten gelden als hoogtepunten van de Amsterdamse School architectuur, in een landelijke variant, en zijn inmiddels gedeeltelijk rijksmonument.
Ontevreden over de betrekkelijke anonimiteit als gemeentelijk ambtenaar, en onvoldoende geharnast tegen de ontwikkelingen in Amsterdam die de Gemeentelijke Woningdienst zouden marginaliseren ten gunste van de nog op te richten dienst Stadsontwikkeling, vestigde hij zich in 1926 als zelfstandig architect. Een markant kerkontwerp voor een prijsvraag, die hij overigens niet won, had hem wel inmiddels zijn eerste opdracht bezorgd: de bouw van een gereformeerde kerk. Er zouden er nog vele volgen.

### Belangrijkste werk
Zijn belangrijkste werk bouwde hij meteen het jaar erna 1927, de kerk aan de Kloppersingel in Haarlem. Hierbij baseerde hij zich op de ideeën van de gereformeerde voorman Abraham Kuyper over de eredienst. De ruimte was waaiervormig opgebouwd met de kansel als centrum. (Zie waaiervormige kerk.) De versnijdingen van de hoog opgaande dakpartijen leverden een bijzondere kapconstructie op, later opgenomen in een standaardwerk over houtconstructies. De paraboolvormige gewelven gaven het interieur een bijzondere wijding. De plaatsing van beelden van o.a. Luther, Calvijn en Kuyper bij de entree leverden stof tot felle discussie over de wenselijkheid ervan. De kerk werd op 23 maart 2003 door een dramatische brand volledig verwoest, waarbij drie doden te betreuren waren. 

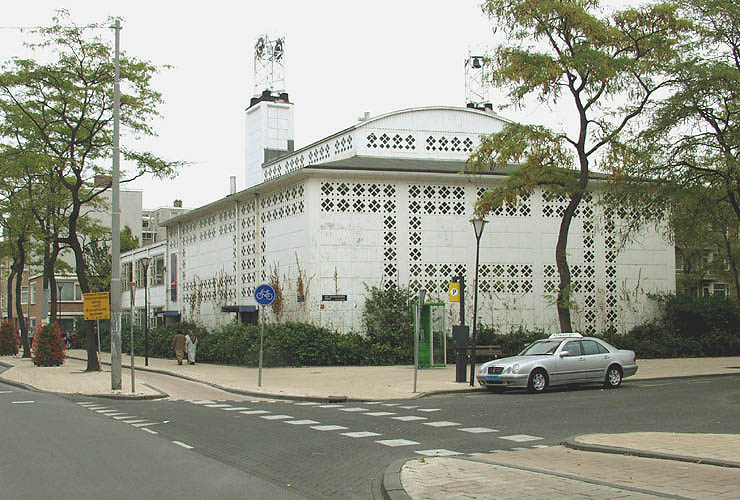
De Pniëlkerk aan de Bos en Lommerweg in Amsterdam-West. Foto: bma.amsterdam.nl.

Vele kerken werden gebouwd in de jaren die volgden; Bergen (Noord-Holland) (Witte Kerk), Bergen op Zoom, Rotterdam, later onder meer in Diemen, IJsselmuiden, Almelo en Wageningen. Ook nadat Boeyinga de Gereformeerde Kerk vanwege de kwestie Geelkerken verliet bleef hij kerken voor de gereformeerden ontwerpen.

### Vrije Universiteit
Voor de Vrije Universiteit van Amsterdam bouwde hij begin jaren dertig het befaamde laboratorium aan de De Lairessestraat. Vanaf die tijd begon Boeyinga zich zeer intensief met de opleiding voor architecten bezig te houden. Eerst als docent, later als directeur van de opleiding voor Voortgezet en Hooger Bouwkunst Onderricht (VHBO), dat later Academie van Bouwkunst zou gaan heten. Hij verwierf en restaureerde het gebouw aan het Waterlooplein in Amsterdam, waar deze opleiding nog steeds gevestigd is.

### Na de Tweede Wereldoorlog
Na de Tweede Wereldoorlog legde Boeyinga zich toe op grote restauratiewerken van onder meer de Cuneratoren in Rhenen en de Sint-Eusebiuskerk in Arnhem, die zwaar gehavend waren door de oorlog. Een van zijn laatste scheppingen was de Pniëlkerk uit 1954 aan de Bos en Lommerweg in Amsterdam-West. Een bijzonder gebouw vanwege de betonnen constructie en de gevelbekleding met in betontegels gevatte glazen bouwstenen, waar het licht zacht doorheen valt. In 2003 werd in deze kerk, die vervolgens tot theater 'Podium Mozaïek' werd verbouwd, een tentoonstelling gehouden over Boeyinga en diens werk.

## Trivia
- In 2013 stond de door Boeyinga ontworpen gereformeerde Waalkerk in Amsterdam op een lijst met 58 mooiste gesloopte kerken in Nederland.
- De gemeente Diemen kent sinds 2018 een Berend Boeyingabrug; Amsterdam-Noord kent sinds 1996 de Berend Boeijingastraat.

## Afbeeldingen interieur Koningkerk aan de Kloppersingel in Haarlem

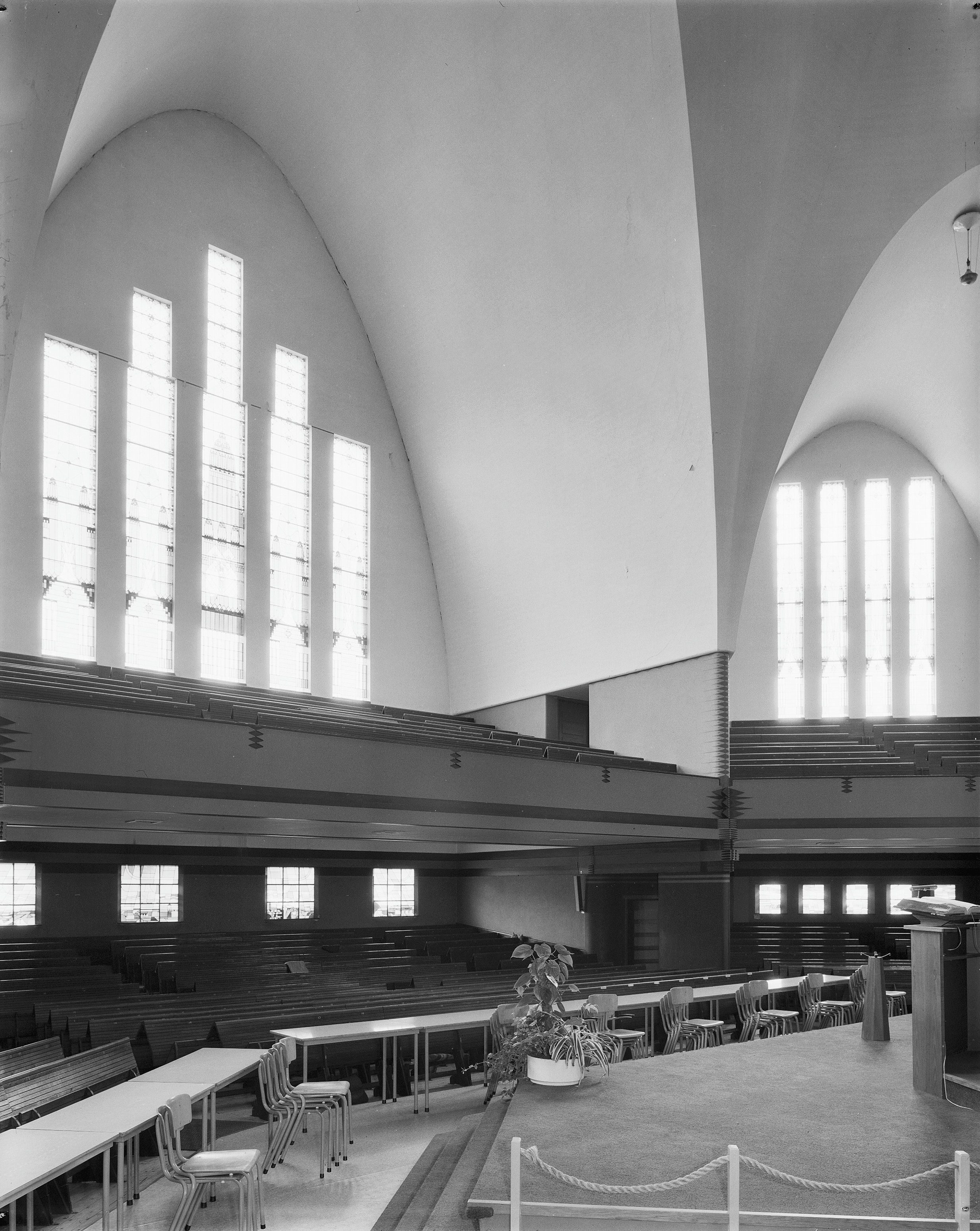
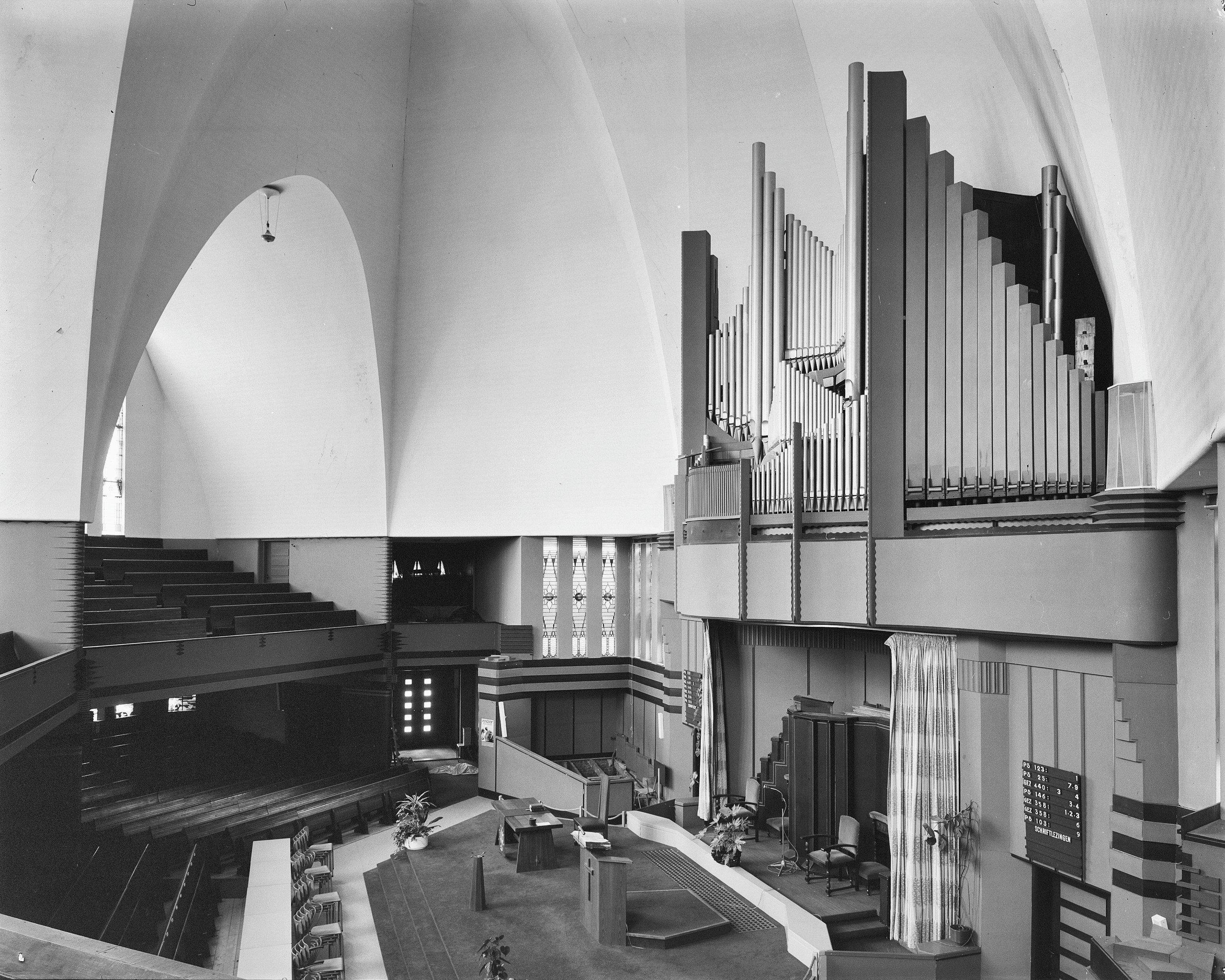
Foto's Gerard Dukker (RCE, 1979)
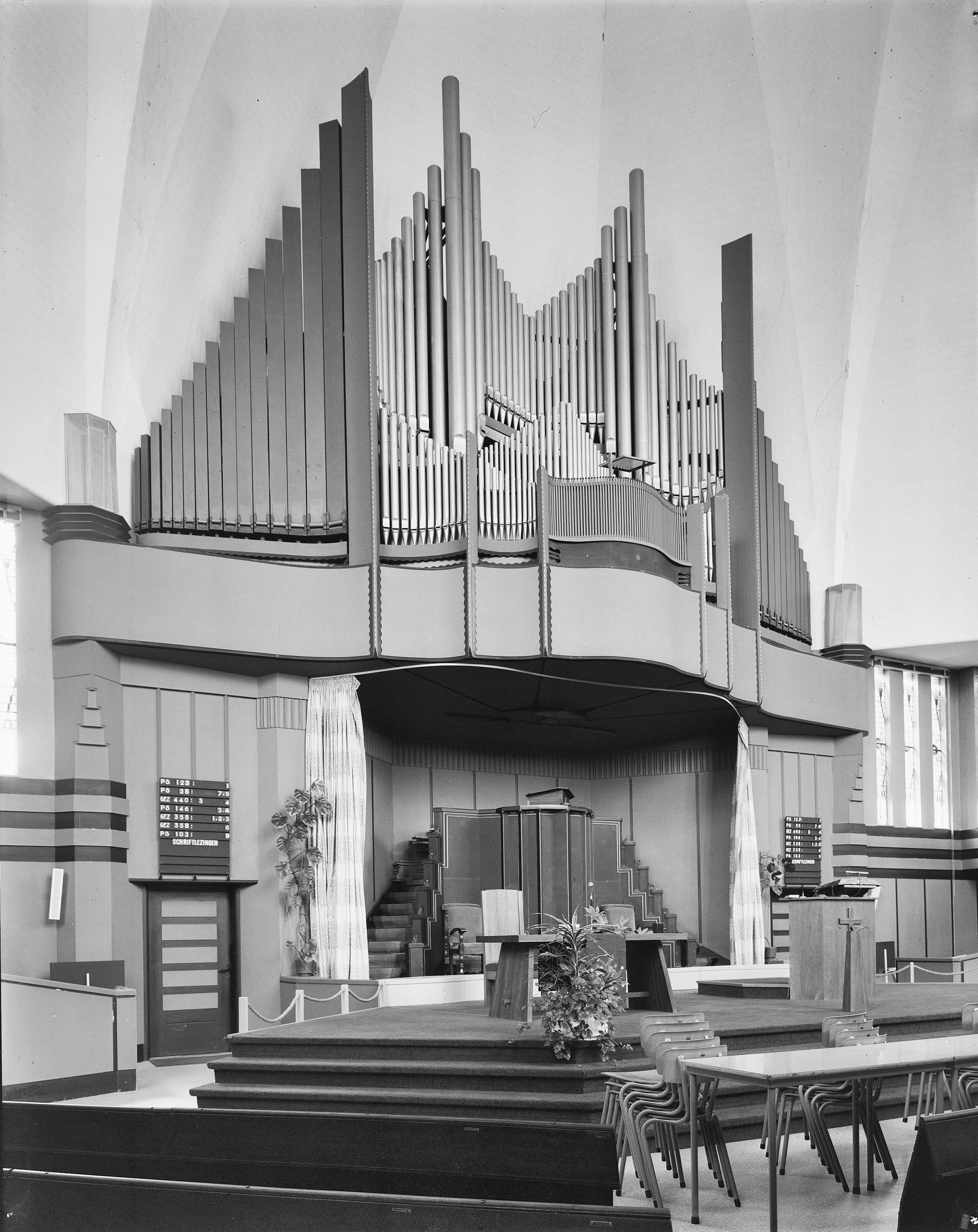

### Boeken
- Radboud van Beekum: B.T. Boeyinga 1886-1969 Amsterdamse School architect. Bussum, Thoth, (2003).